# Calosota varipunctata
Calosota varipunctata är en stekelart som beskrevs av Girault 1932. Calosota varipunctata ingår i släktet Calosota och familjen hoppglanssteklar. Inga underarter finns listade.